# Hyposmocoma ekaha
Hyposmocoma ekaha là một loài bướm đêm thuộc họ Cosmopterigidae. Nó là loài đặc hữu của Oahu. Loài địa phương ở the Halawa Valley.
Ấu trùng ăn Asplenium nidus.